# 鳴門市立鳴門工業高等学校
鳴門市立鳴門工業高等学校（なるとしりつ なるとこうぎょうこうとうがっこう）は、かつて徳島県鳴門市大津町吉永に所在した市立の工業高等学校。1962年創立。通称は「鳴門市工」、「鳴門工」、「市工」、「鳴工」。
少子化の影響もあり鳴門第一高校との合併で2012年（平成24年）より徳島県立鳴門渦潮高等学校に新設統合された
。

## 設置学科
- 工業類

## 所在地
- 〒772-0032 徳島県鳴門市大津町吉永595番地

## 部活動

### 体育部
- 卓球
- 硬式野球
  - 夏の甲子園初出場は1973年。以来統合するまで夏の甲子園に5回出場した。詳しい硬式野球部の甲子園での戦績については全国高等学校野球選手権大会 (徳島県勢)及び選抜高等学校野球大会 (徳島県勢)を参照。
- テニス
- 弓道
- 剣道
- ソフト
- バスケットボール
- 陸上競技
- サッカー
- 登山
- 水泳
- ウエイトリフティング
- レスリング
- バドミントン
- 軟式野球

### 文化部
- 機械工作
- 計算技術
- 無線
- 化学
- 写真
- 軽音楽
- 茶道
- 社会問題研究
- 書道

### 同好会
- 将棋
- パソコン
- JRC
- バレーボール
- ボクシング
- 彫刻
- 新聞

## 著名な出身者
- 長村裕之 - 元プロ野球選手
- 別所誠司 - 元プロ野球選手
- 里崎智也 - 元プロ野球選手
- 渡辺亮 - 元プロ野球選手
- 谷哲也 - 元プロ野球選手
- 中田祥多 - 元プロ野球選手
- 美間優槻 - 元プロ野球選手
- 高橋周司 - 元社会人野球選手
- SAKURAI - お笑い芸人